# NATO Intelligence Fusion Centre
Das NATO Intelligence Fusion Centre (NIFC), landläufig, bzw. im militärischen Jargon genannt in der Kurzform Nif-Ci, ist eine Einrichtung der NATO und ist beheimatet in Molesworth, einer Stadt in East-Anglia in Großbritannien. ("Intelligence" ist die englische Bezeichnung von Nachrichtengewinnung, also dem Teil des Militärs, der sich mit der "Feindlage" beschäftigt). Es versorgt den Supreme Allied Commander Europe und das Allied Command Operations mit zeitnahen, relevanten und genauen Geheimdienstinformationen, um die Planung und Durchführung von NATO-Operationen zu unterstützen und die Abschreckung und Verteidigung des euro-atlantischen Raums zu ermöglichen.
Das NIFC ist eine militärisch geführte, von den USA gesponserte und vom NATO-Militärausschuss gegründete Organisation auf der Grundlage eines Memorandum of Understanding. Das NIFC nahm im Dezember 2007 seinen Betrieb auf. Das NIFC untersteht dem operativen Kommando des Supreme Allied Commander Europe (SACEUR) über den stellvertretenden Stabschef für Nachrichtendienste im Supreme Headquarters Allied Powers Europe.
Der Zweck des NIFC ist, den Austausch und die Zusammenführung von Geheimdienstinformationen zu erleichtern, zur Schließung von Geheimdienstlücken innerhalb der Operationen des Allied Command beizutragen und die Planung und Durchführung von Operationen zu unterstützen. Das NIFC ist 24 Stunden am Tag, sieben Tage die Woche besetzt und unterstützt NATO-Operationen auf den drei Kontinenten Europa, Asien und Afrika.